# Werner Winkler (Theaterregisseur)

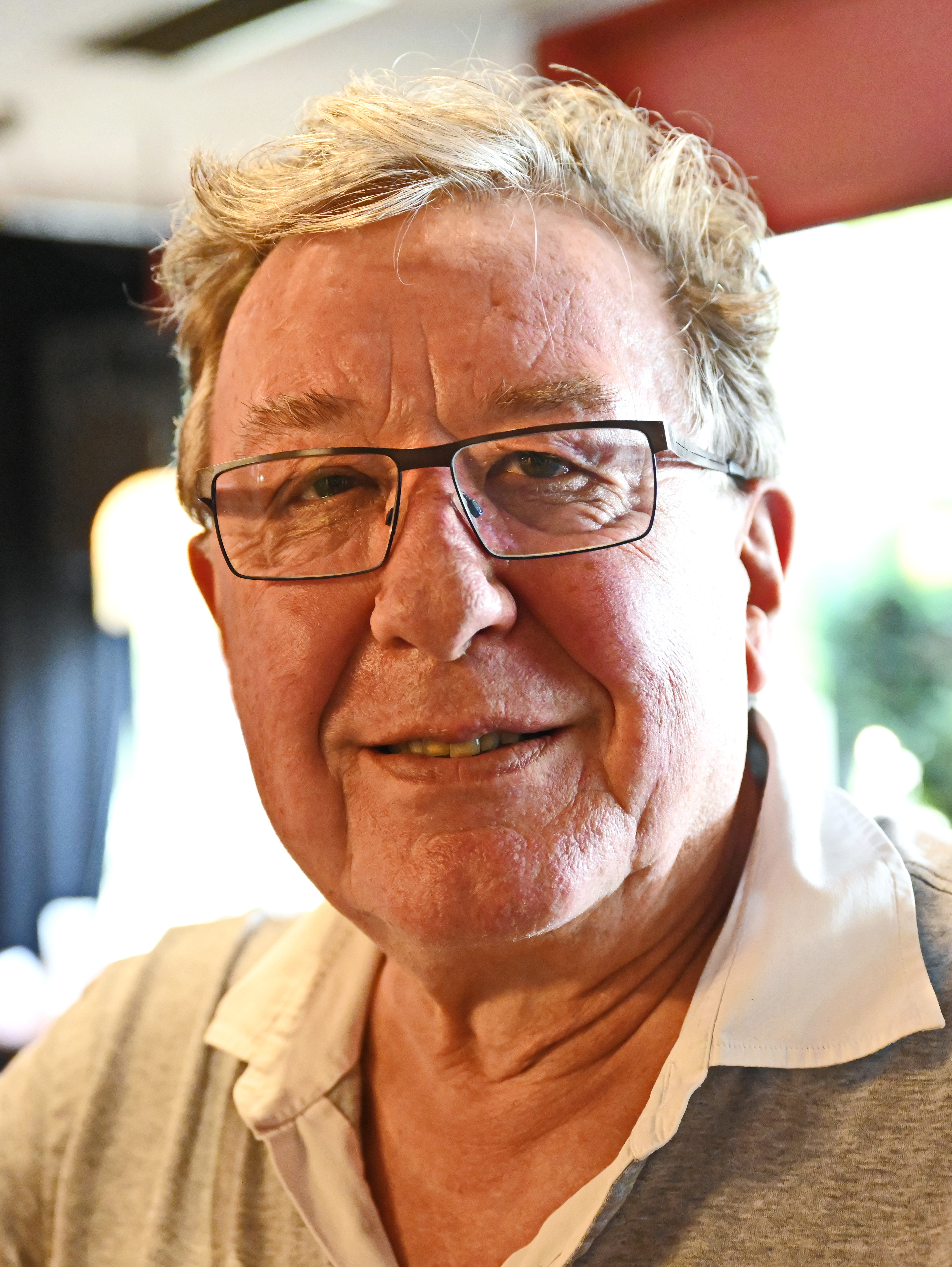
Werner Winkler

Werner Winkler (* 6. März 1950 in München) ist ein deutscher Autor, Regisseur, Schauspieler und Theaterbetreiber, der in München lebt.

## Leben
Werner Winkler studierte von 1968 bis 1972 Maschinenbau. 1972 war er Mitbegründer der Kleinkunstbühne MUH (Musikalisches Unterholz) in München sowie 1974 des Münchner Theaters im Fraunhofer. Dessen Mitinhaber blieb er bis 1980. Von 1976 bis 2020 betrieb er das Theater mit Kleinkunstbühne Drehleier in München.
Werner Winkler ist der Vater von Sebastian Winkler (Moderator).

## Theaterarbeit

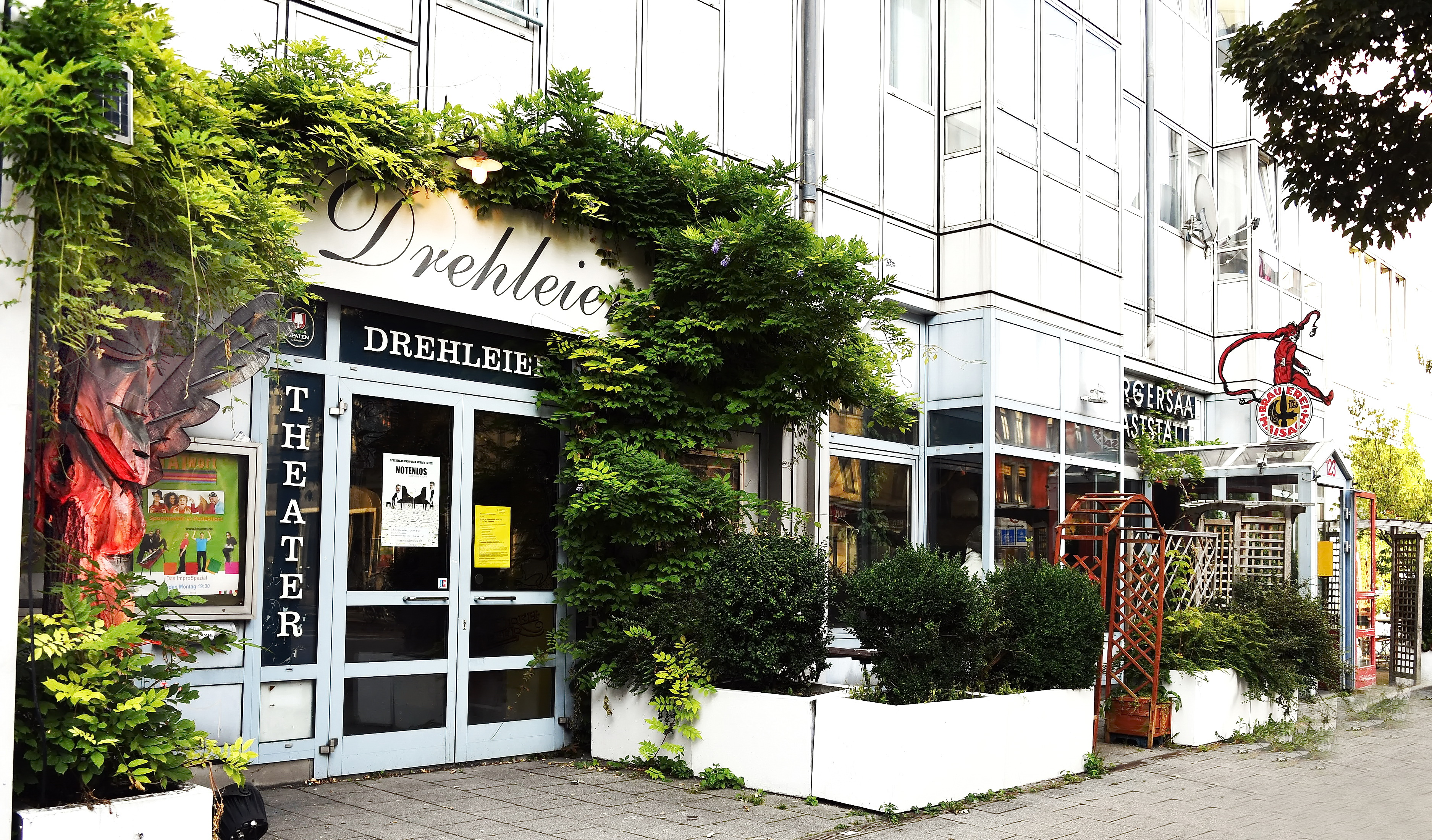
Theater Drehleier

1977 gründete er das Varieté Spectaculum. Dort war er Autor, Regisseur und Schauspieler. Bis 2003 entstanden 25 Programme dieser „Münchner Vorstadtrevue“. Alle Programme feierten in der Drehleier Premiere. Gastspiele mit dem Varieté führten ihn nach Wien, Berlin, Luzern, Hamburg und Krakau. Das Programm wurde 1982 vom Bayerischen Fernsehen aufgezeichnet und gesendet.
1986 entstand das Programm By, By Bayern 2010 (eine Satire auf den Tourismus) mit einem Gastspiel in Berlin bei der internationalen Tourismusbörse.
Weitere Programme aus der Feder von Werner Winkler sind Das Millionendorf, Am Krautanger, All inclusive, Sex; Geld und die Hohe Kunst, red evil courton, Das Jennerweinkomplott und das Soloprogramm Schnitzeljagd.

## Fernsehen
- 1995: Schauspieler im Tatort Alles Palermo von Josef Rödl.

## Regiearbeit
Für:
- Gabi Lodermeier Täk it isi Tante Lisi
- Andreas Giebel und Urban Priol Geh’n tut alles
- Klaus Brückner und Peter Rappenglück Duell bei Tisch
- Jörg Maurer Tatort Salzburg
- die Occams (Andreas Giebel, Helmut Schleich, Gabi Rothmüller, Alexander Liegl, Michael Altinger, Manfred Kempinger),
- Lästerschwästern: Männer bremsen anders, Poppst du noch oder zeugst du schon und Das Dilemma mit de Männa.

## Auszeichnungen

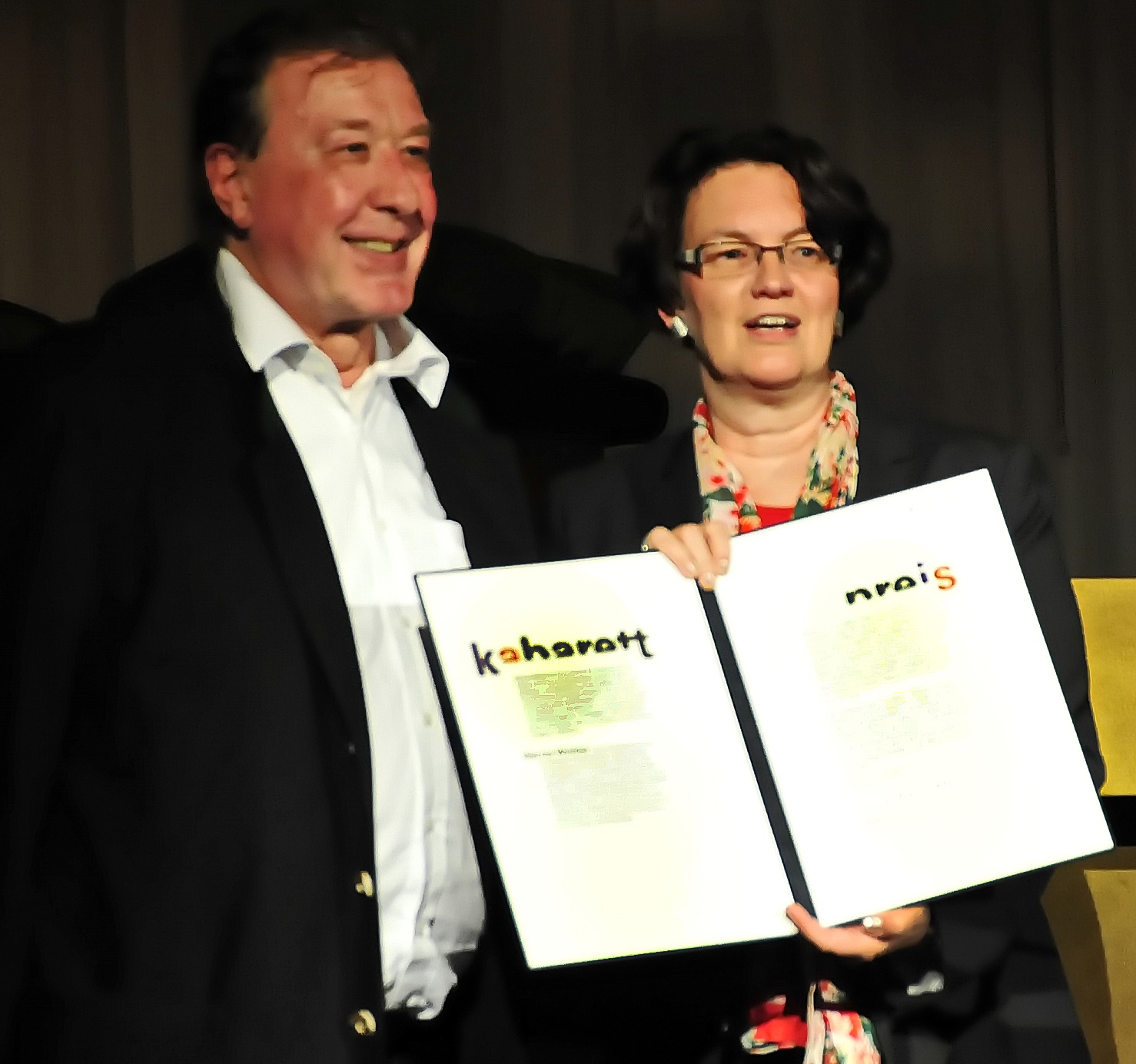
Kabarettpreis der Landeshauptstadt München 2011 an Werner Winkler

- 2011 Kabarettpreis der Landeshauptstadt München